# روبرت ستوكس
روبرت ستوكس (بالإنجليزية: Robert Stokes)‏ هو مهندس معماري نيوزيلندي، ولد في 1809، وتوفي في 20 يناير 1880.